# Кушаба (герб)
Кушаба (Бубневча, Папржица) (пол. Bubnevcha, Kuczawa, Ruchaba, Ruczaba, Paprzyca, Rakwicz) — польский и литовский дворянский герб.

## Описание и история

Герб Бокум (Bokum) — разновидность герба Кушаба

Герб Папржица (Кушаба) — на белом, или же красном поле — мельничный камень (жёрнов) серого цвета. В нашлемнике восемь собачьих голов, из которых четыре повыше и четыре пониже. Герб этот перешёл из Богемии и Австрии.
Герб имеет интересную легенду: некая дворянка строго наказала свою крестьянку, когда та родила сразу трёх сыновей (дама полагала, что на одного мужа, воспитание троих детей, слишком дорогое удовольствие). Увидев несправедливость, Бог наказал даму, и та сама родила сразу девятерых сыновей. Опасаясь гнева мужа, она приказала служанке восьмерых утопить, оставив одного. Муж случайно увидел служанку с корзиной, на его вопрос «куда та направляется» та ответила, что несёт топить щенков. Из любопытства муж взглянул на «щенков». Вызнав правду, хозяин приказал мельнику тайно вырастить своих сыновей. Когда они выросли, он собрал соседей и спросил, чего, по их мнению, достойна женщина, погубившая собственных детей. «Ка́зни», — ответили те. Привели восьмерых юношей, очень похожих друг на друга и на сына хозяев. Жена хотела покончить с собой, но муж простил её, а мельнику, воспитавшему сыновей, подарил описанный выше герб. 
Представители разных ветвей рода были внесены в родословные дворянские книги Киевской, Минской, Подольской, Гродненской, Волынской, Виленской губерний России.

## Герб используют
Бараны (Baran), Белицкие (Bielicki), Бокуни (Bokuń, Bokum), Бокши (Boksza), Броновские (Bronowski), Бубневичи (Bubnevichi), Цехолевские (Ciecholewski), Домбровские (Dabrowski), Гановские (Ganowski), Гроховские (Grochowski), Гродзинские (Grudziński), Ильницкие (Ilnicki), Ивицкие (Iwicki), Яловки (Jalowki), Кушабы (Kuszaba), Липские (Lipski), Любовецкие (Lubowiecki), Лоховские (Lochoski, Lochowski), Непржецкие (Nieprzecki), Нивинские (Niwinski), Очосальские (Oczosalski), Пабировские (Pabirowski), Папаржинские (Пепержинские, Paparzynski, Peperzynski), Папржицы (Paprzyca), Папржицкие (Paprzycki), Петриковские (Petrykowski), Печевские (Pieczewski), Потрыковские (Potrykowski), Пржесминские (Przesminski), Пржесмыцкие (Przesmycki), Райские (Rajski), Стасевич (Stasievič), Щеневские (Sczeniowski), Секлуцкие (Секлицкие, Sieklucki, Seklutski, Sieklicki), Струсенские (Strusienski), Свезанские (Swiezanski), Свежавские (Swiezawski, Swizawski), Топичевские (Topiczewski), Ухацкие (Uchacki), Варшавицкие (Warszawicki), Варшевицкие (Warszewicki), Вераксы (Weraksa, Weraxa, Waraxa), Выгоновские (Wygonowski), Зберкмули (Zberkmul), Згличинские (Zgliczynski), Зглинские (Zglinski), Зубек (Zubek), Жрубек (Zrobek), Жупек (Zupek).